# Singram
Singram is een geslacht van hooiwagens uit de familie Gonyleptidae.
De wetenschappelijke naam Singram is voor het eerst geldig gepubliceerd door Mello-Leitão in 1937. 

## Soorten
Singram omvat de volgende 4 soorten:
- Singram brasiliensis
- Singram leprevosti
- Singram simplex
- Singram singularis